# Nojabrskaja
|  | Dieser Artikel wurde aufgrund von formalen oder inhaltlichen Mängeln in der Qualitätssicherung Biologie zur Verbesserung eingetragen. Dies geschieht, um die Qualität der Biologie-Artikel auf ein akzeptables Niveau zu bringen. Bitte hilf mit, diesen Artikel zu verbessern! Artikel, die nicht signifikant verbessert werden, können gegebenenfalls gelöscht werden. Lies dazu auch die näheren Informationen in den Mindestanforderungen an Biologie-Artikel. |

Die ‘Nojabrskaja’ (auch ‘Novemberbirne’, ‘Xenia’ oder ‘Oksana’) ist eine Sorte der Birne (Pyrus communis). Sie ist eine Kreuzung aus ‘Triomphe de Vienne’ × ‘Decana N. Krier’, die 1962 in Moldawien durchgeführt wurde. Die Frucht ist eine der größten Birnen und zeichnet sich durch ihre Saftigkeit aus.

## Baum
Eine Nojabrskaja weist eine gute Verzweigung bei mittlerem bis starkem Wachstum auf. Der beste Fruchtansatz befindet sich am einjährigen Holz, sodass beim Rückschnitt nicht auf altes Holz zurückgeschnitten werden sollte. Die Erträge setzen früh ein und sind vergleichsweise hoch; sie zeigt eine geringe Alternanz-Neigung.

## Blüte und Frucht
Nojabrskaja blüht früh, etwa gleich wie die Sorte 'Alexander Lucas', und ist daher etwas frostempfindlich. Die Pflückreife setzt ab Oktober ein, ungekühlt ist sie bis November oder Dezember genießbar. Durch Kühllagerung ist die Lagerung bis Februar (und März) möglich. Die Frucht ist groß und lang mit typischer Birnenform. Die Fruchtschale ist vergleichsweise dünn mit gelbgrüner Deckfarbe. Häufig tritt eine Berostung am Stiel und an der Kelchgrube auf. Das Fruchtfleisch ist aromatisch-süß, sehr saftig und halbschmelzend.

## Wirtschaftliche Relevanz
Durch den ausgeprägten Geschmack und die gute Lagerfähigkeit gilt Nojabrskaja als zunehmend wichtig werdende Sorte. Sie hat Markenschutz unter dem Namen 'Novembra' (R). Im europäischen Erwerbsanbau ist sie außerdem unter dem Markennamen 'Xenia' (R) bekannt.